# Alexander Volkanovski
Alexander Volkanovski (født 29. september 1988) er en australsk professionel MMA-udøver. Han konkurrerer i øjeblikket i Featherweight-vægtklassen i Ultimate Fighting Championship (UFC), hvor han er den nuværende UFC-mester. Inden sin UFC-debut konkurrerede Volkanovski som professionel bokser i 2015.

## Baggrund
Volkanovski blev født den 29. september 1988 i Wollongong, New South Wales i Australien.  Hans far blev født i landsbyen Beranci i Jugoslavien, SR Makedonien (nu Nordmakedonien), mens hans mor er fra Grækenland.   Alex begyndte at træne i græsk-romersk brydning i en tidlig alder og vandt en national titel to gange i en alder af 12.   Han besluttede at opgive brydning i en alder af 14 og fokuserede i stedet på en karriere i rugby league som frontrower.   Volkanovski gik på Lake Illawarra High School i sine teenageår  og arbejdede som betonarbejder efter han blev student. 

## Professionel boksekarriere
Volkanovski har bokset en enkelt boksekamp, som var en superweltervægtskamp, han vandt via enstemmig afgørelse i fire omgange mod Dillon Bargero.  

## Privatliv
Volkanovski er gift.  Han optrådte som træner i Malaysia Invasion, et amatør MMA reality show.  På grund af sin far fra Nordmarkedonien og mor fra Grækenland, bruger han kæmpernavnet "The Great" i forbindelse med Alexander den Store, og hævder, at han havde "en makedonsk far og en græsk mor", der ligner ham selv. 
Volkanovski har sin egen YouTube-kanal. 